# یواس‌اس ایتی ای (اس‌پی-۹۵۲)
یواس‌اس ایتی ای (اس‌پی-۹۵۲) (به انگلیسی: USS Itty E (SP-952)) یک کشتی بود که طول آن ۲۵ فوت (۷٫۶ متر) بود. این کشتی در سال ۱۹۱۶ ساخته شد.